# António de Oliveira (compositor)

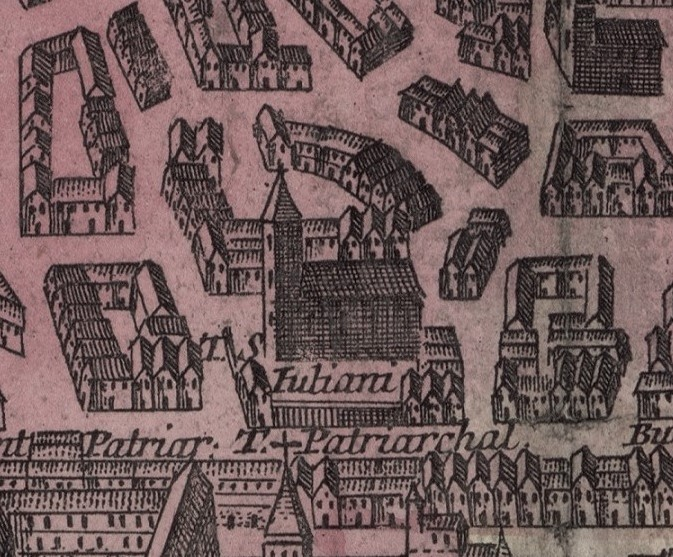
Representação da antiga Igreja de São Julião.

António de Oliveira (Lisboa, século XVI - Roma, século XVII; fl. c. 1600) foi um sacerdote e compositor português do Renascimento.

## Biografia
Nasceu em Lisboa. É possível que tenha sido discípulo de Manuel Mendes, grande mestre de música da escola de Évora. Em meados do século XVII ocupou o cargo de mestre de capela na Igreja de São Julião da mesma cidade (templo destruído no sismo de 1755 e que não coincide geograficamente com o atual Museu do Dinheiro). Morreu em Roma.
Segundo Diogo Barbosa Machado foi um "presbítero de exemplar vida e professor insigne de música". Escreveu várias obras religiosas como missas, salmos, motetes e vilancicos muitas das quais eram eram guardadas na Biblioteca Real de Música antes da sua destruição. Segundo Mário de Sampayo Ribeiro as suas obras são de qualidade inconstante, ora revelando grande destreza ora um certo provincianismo.

## Obras
- "Alelluia" a 4vv[3]
- "Missa Sine Nomine" a 4vv[3]
- "Vidi aquam" a 4vv[4]

### Obras perdidas
- "Quae est ista quae progreditur" a 6vv[5]
- "Que regozijo, y contento" vilancico do Natal a 5vv[5][6]
- "Responde mihi" a 8vv[5]
- "Un Zagal cortesano" vilancico do Natal a 5vv[5][6]